# Симфония № 1 (Дмитрий Шостакович)
„Симфония № 1“ във фа минор (опус 10) е първата симфония на руския композитор Дмитрий Шостакович.
Написана е през 1924 – 1925 година от като негова дипломна работа при завършването на Санктпетербургската консерватория в класа по композиция на Максимилиан Щайнберг. С активното съдействие на директора на консерваторията Александър Глазунов, дългогодишен покровител на Шостакович, симфонията е представена пред публика на 12 май 1926 година от оркестъра на Ленинградската филхармония под диригентството на Николай Малко. Посрещната ентусиазирано от публиката, тя скоро донася международен успех на автора си, като през 1927 година е поставена в Берлин от Бруно Валтер, а малко по-късно и във Филаделфия от Леополд Стоковски.